# قانون مسئولیت مدنی
قانون مسئولیت مدنی قانونی است که شخصی را که بدون مجوز قانونی عمداً یا به واسطه بی احتیاطی به جان یا سلامتی یا مال یا آزادی یا حیثیت یا شهرت تجارتی یا به هر حق دیگر که به موجب قانون برای افراد ایجاد گردیده، صدمه‌ای وارد کند چه آن صدمه مادی باشد و چه معنوی، مسئول می‌داند و آن را ملزم می‌کند که خسارت ناشی از عمل خود را جبران کند. این قانون در شانزده ماده تنظیم و به تصویب کمیسیون مشترک دادگستری مجلسین رسیده.